# Anthonie van der Heim

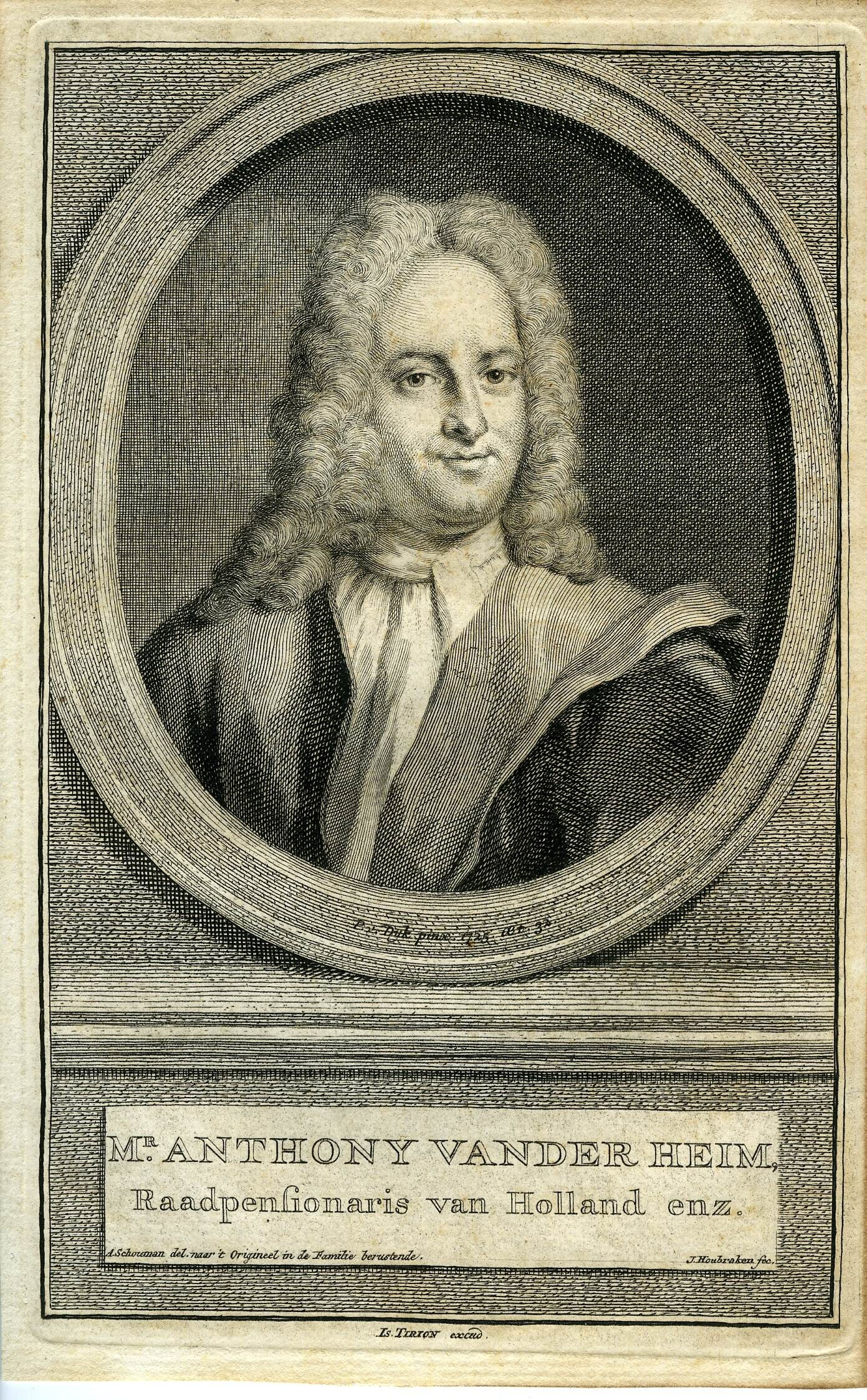
Anthonie van der Heim

Anthonie van der Heim oder auch Antonius van der Heim genannt, (* 28. November 1693 in Den Haag; † 16. Juli 1746 in ’s-Hertogenbosch) war zwischen den Jahren 1737 und 1746 Ratspensionär der Provinzen von Holland und Westfriesland.

## Karriere
Anthonie war ein Abkömmling der Familie Van der Heim. Sein Onkel war der Politiker und Ratspensionär Anthonie Heinsius. Zwischen den Jahren 1709 und 1711 studierte Van der Heim Rechtswissenschaft an der Universität Leiden. Im Jahre 1727 folgte er Simon van Slingelandt, der Ratspensionär wurde, als eine Art Finanzminister (thesaurier-generaal) in der Republik der Vereinigten Niederlande. Im Dezember des Jahres 1736 schlossen Johan Hendrik van Wassenaer-Obdam, der Leiter der Ritterschaft von Holland, der Regent von Amsterdam Lieve Geelvinck und François Teresteijn van Halewijn, Bürgermeister von Dordrecht, ein geheimes Abkommen, durch das Van der Heim als neuer Ratspensionär installiert wurde.
Eines der schwerwiegendsten Probleme während Van der Heims Regierungsperiode war das Unvermögen der niederländischen Stadtregenten, die Staatsfinanzen zu ordnen und die Staatsschulden abzubauen. Das gelang aber weder durch interne Maßnahmen noch durch die Erhebung zusätzlicher Steuern.
Van der Heim wurde von seinen Zeitgenossen als politisch unentschlossene und nicht durchsetzungsfähige Person beschrieben. Hinzu kamen die außenpolitischen Probleme mit Frankreich und England und der Österreichische Erbfolgekrieg. Van der Heims Gesundheit litt unter diesen Problemen, so dass er im Jahre 1746 auf Kur in Spa verweilte. Während Van der Heims Abwesenheit führte Willem Buys das höchste Regierungsamt Hollands. Nach einem Herzinfarkt, den er nicht überlebte, wurde Jacob Gilles als neuer Ratspensionär installiert.

## Privates
Anthonie van der Heim bewohnte ein Stadthaus in der Lange Voorhout in Den Haag und besaß ein Landhaus in Rijswijk.
Verheiratet war er mit Catharina van der Waeyen (1694–1763). Aus dieser Ehe entstammten zwei Töchter:
- Catharina van der Heim (1729–1771), die später den Baron Jacob Arent van Wassenaar van Duvenvoorde (1721–1767) heiratete, und
- Herbertina van der Heim (1731–1798), verheiratet mit dem Baron Gerlach Jan van der Does (1732–1810).